# Philautus kerangae
Philautus kerangae là một loài ếch trong họ Rhacophoridae. Chúng được tìm thấy ở Malaysia, có thể cả Brunei, và có thể cả Indonesia.
Các môi trường sống tự nhiên của chúng là các khu rừng ẩm ướt đất thấp nhiệt đới hoặc cận nhiệt đới và đầm nước. Loài này đang bị đe dọa do mất môi trường sống.